# Clube dos Cordeliers

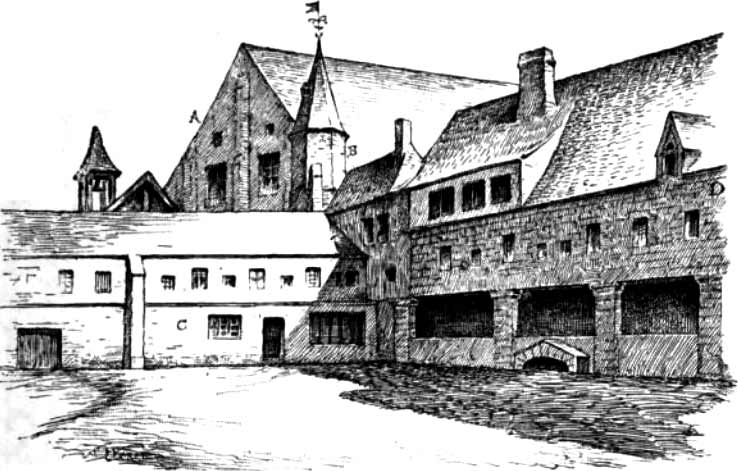
Convento Cordeliers em 1793

O Clube dos Cordeliers ou Sociedade dos Amigos dos Direitos do Homem e do Cidadão era uma popular sociedade política, fundada em 27 de abril de 1790, durante o período da Revolução Francesa, e com sede no antigo refeitório do Convento dos Cordeliers de Paris. Tinha em sua composição representantes da população mais pobre dos subúrbios de Paris e, inclusive mulheres, apenas formalmente. A mensalidade dos Cordeliers era bem acessível, equivalente ao preço de um pão de 460 gramas no período revolucionário.
Assim, o clube acabou se tornando ponto de encontro de pequenos comerciantes, artesãos e assalariados, que ali discutiam questões como a necessidade de vigilância sobre os eleitos e os funcionários públicos administrativos. Entre as principais figuras do clube dos Cordeliers podem ser mencionados Georges Danton, Jean-Paul Marat, Camille Desmoulins e Jacques-René Hébert. Todos eles tiveram participação decisiva na segunda fase da Revolução Francesa, que proclamou a República da França e executou o rei Luís XVI e a rainha Maria Antonieta.

## Origem do nome "Cordeliers"
Cordeliers era o nome francês dos monges franciscanos que, vestidos de forma bem modesta, usavam uma simples corda com nós como cinto ("corde lié" = corda atada (em português)). Por reunir-se no Convento dos Cordeliers de Paris, o clube adotou o nome. Por uma ironia da sorte, os franciscanos foram, na Idade Média, uma ordem rival à dos dominicanos, que davam seu nome ao Clube dos Jacobinos, clube revolucionário rival ao dos Cordeliers durante a Revolução Francesa.

## História do Clube dos Cordeliers
O clube coloca-se como um verdadeiro vigilante da Assembléia Nacional e usa um olhar crítico sobre esta. O clube se propõe igualmente a ajudar os indigentes: contrariamente aos Jacobinos, a entrada neste clube é livre. Pode-se entrar no clube sem pagamento de cotas: uma bandeira estendida na saída encarrega-se de recolher os donativos.
A carteira de membro do Clube dos Cordeliers trazia a representação de um olho aberto: "o olho bem aberto da vigilância revolucionária".
Mais próximos das classes populares que o Clube dos Jacobinos, seus membros tomaram uma parte bastante ativa nos movimentos insurrecionais que se produziram sob a Assembléia Nacional Constituinte, a Assembléia Nacional Legislativa e da Convenção. O clube exprimia as aspirações da população operária dos Faubourgs Saint-Antoine e Saint-Marceau (Paris).

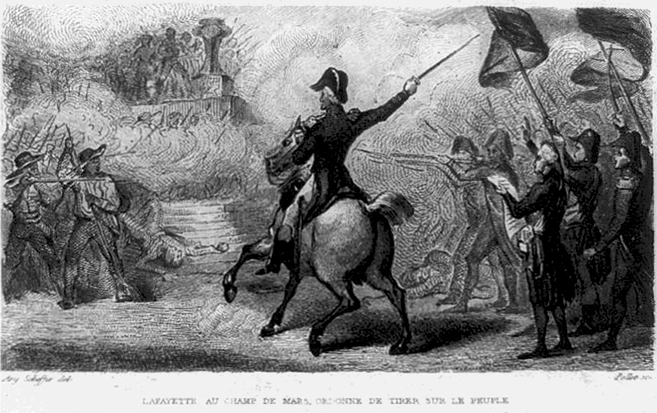
La Fayette dispara sobre o Campo de Marte.

Verdadeiro grupo de combate, incentiva a agitação democrática, vigiando os aristocratas, controlando as administrações, agindo através de enquetes, subscrições, petições, manifestações e, se necessário, tumultos.
São os Cordeliers que, a partir de 21 de junho de 1791, pedem a queda do Rei Luís XVI, após sua fuga e captura em Varennes. É o Clube dos Cordeliers que organiza a Manifestação do Campo de Marte, em 17 de julho de 1791; é ele quem rejeita a Constituição de 1791.
Momentaneamente vencidos (o Clube é fechado e o partido democrata decapitado), os Cordeliers readquirem rapidamente sua influência. Desempenham um papel bastante ativo na organização da insurreição de 10 de agosto de 1792, que leva à queda da monarquia na França. Podem então exigir o estabelecimento do Terror e seu agravamento através de um vasto expurgo administrativo. Também é o Clube dos Cordeliers que, em 22 de maio de 1793, fomentará uma insurreição que vai levar à queda dos Girondinos na Convenção Nacional.
Sua palavra é propagada pelo "le Vieux Cordelier", jornal publicado por Camille Desmoulins e cujos sete números aparecem de 5 de dezembro de 1793 a 25 de janeiro de 1794.
Durante este período, muitas sociedades patrióticas (clubes) são criados na França; entre elas, um grande número tomam o Clube dos Cordeliers de Paris como modelo e pedem sua filiação, propagando assim os ideais deste clube.

## O fim do Clube

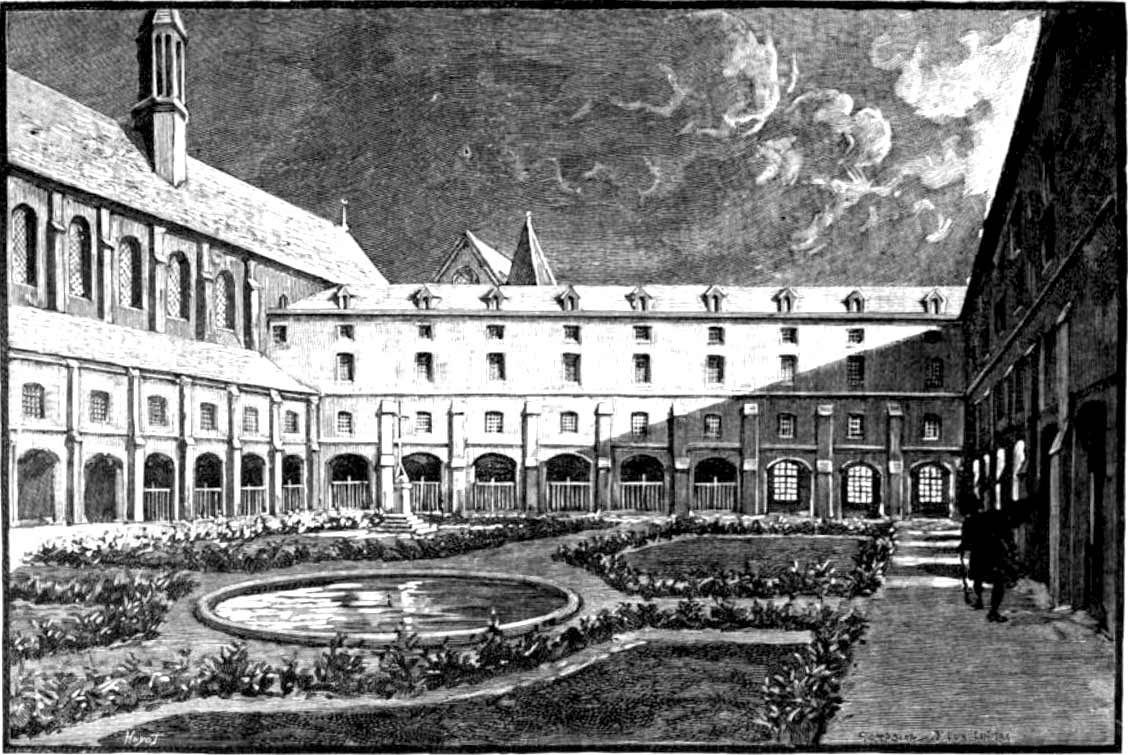
O Clube dos Cordeliers.

Após a queda dos Girondinos, o clube divide-se em "Indulgentes" (ligados a Danton) e "Hebertistas" ou "Exagerados" (autores da lei dos suspeitos e partidários de uma ditadura da Comuna de Paris), e que não devem ser confundidos com os "Raivosos" de Jacques Roux. Os Hebertistas interpretarão um papel preponderante e tornar-se-ão o porta-voz de reivindicações sociais mais profundas. Diante de suas exigências sempre grandes e de sua atitude ameaçadora, o Comitê de Salvação Pública adianta-se, prendendo seus principais dirigentes na noite de 13 para 14 de março de 1794. Levados diante do Tribunal Revolucionário, são guilhotinados em 24 de março e 5 de abril de 1794; Marat já fora assassinado por Charlotte Corday em 13 de julho de 1793.
Vencido pelo Clube dos Jacobinos, o Clube dos Cordeliers torna-se um clube dependente deste, mas sobreviverá a ele, só sendo fechado em 1795.

## Membros famosos
- Antoine-François Momoro
- Buirette de Verrières
- Camille Desmoulins
- Choderlos de Laclos
- Claire Lacombe
- Fabre d'Églantine
- Danton
- Hébert
- Marat
- Marie-Joseph Chénier
- Pierre-Gaspard Chaumette
- Pierre-François-Joseph Robert
- Théroigne de Méricourt